# Rezerwat przyrody Długi Bród
Rezerwat przyrody Długi Bród – zlikwidowany leśny rezerwat przyrody w gminie Rogowo, w powiecie żnińskim, w województwie kujawsko-pomorskim.
Został powołany Zarządzeniem Ministra Leśnictwa i Przemysłu Drzewnego z 3 maja 1965 roku (M.P. z 1965 r. nr 27, poz. 153). Według aktu powołującego, zajmował powierzchnię 8,73 ha, a celem jego utworzenia była ochrona kolonii czapli siwej. Następnie, Rozporządzeniem Nr 22/2004 Wojewody Kujawsko-Pomorskiego z 29 kwietnia 2004 rezerwat utworzono ponownie, na obszarze 11,82 ha, w celu zachowania starodrzewia sosnowego o szczególnych wartościach przyrodniczych i naukowych oraz potencjalnych siedlisk czapli siwej. W roku 2014 zarządzeniem Regionalnego Dyrektora Ochrony Środowiska w Bydgoszczy zlikwidowano go. W miejsce rezerwatu Rada Gminy Rogowo powołała użytek ekologiczny „Długi Bród” o identycznej powierzchni.